# 韩强 (1978年)
韩强（1978年9月—），男，中国法学家、律师，华东政法大学教授，法学博士，硕士研究生导师，民法教研室副主任。中国社会科学院法学研究所博士后研究人员。华东政法大学外国法与比较法研究院研究员，全国外国法制史研究会会员。

## 生平
曾参与教育部人文社会科学重点课题、上海市教委决策咨询课题的研究。2005年入选上海高校选拔培养优秀青年教师科研专项基金。

## 著作
曾在《法学研究》《法学》《政法论坛》《浙江社会科学》《政治与法律》等期刊发表论文30余篇。出版专著《法律因果关系理论研究》（北京大学出版社），合著《学校法律治理研究》。曾获得申银万国奖教金、卡西欧奖教金。

## 奖项和荣誉
曾被评为华东政法大学“我心目中的最佳教师”。受邀作为上海人民广播电台著名法制节目《法眼看天下》访谈嘉宾，曾接受过《广州日报》《青年报》等媒体的采访。是上海中茂律师事务所兼职律师。